# Bothropoides neuwiedi
Bothropoides neuwiedi là một loài rắn trong họ Rắn lục. Loài này được Wagler mô tả khoa học đầu tiên năm 1824.

## Hình ảnh

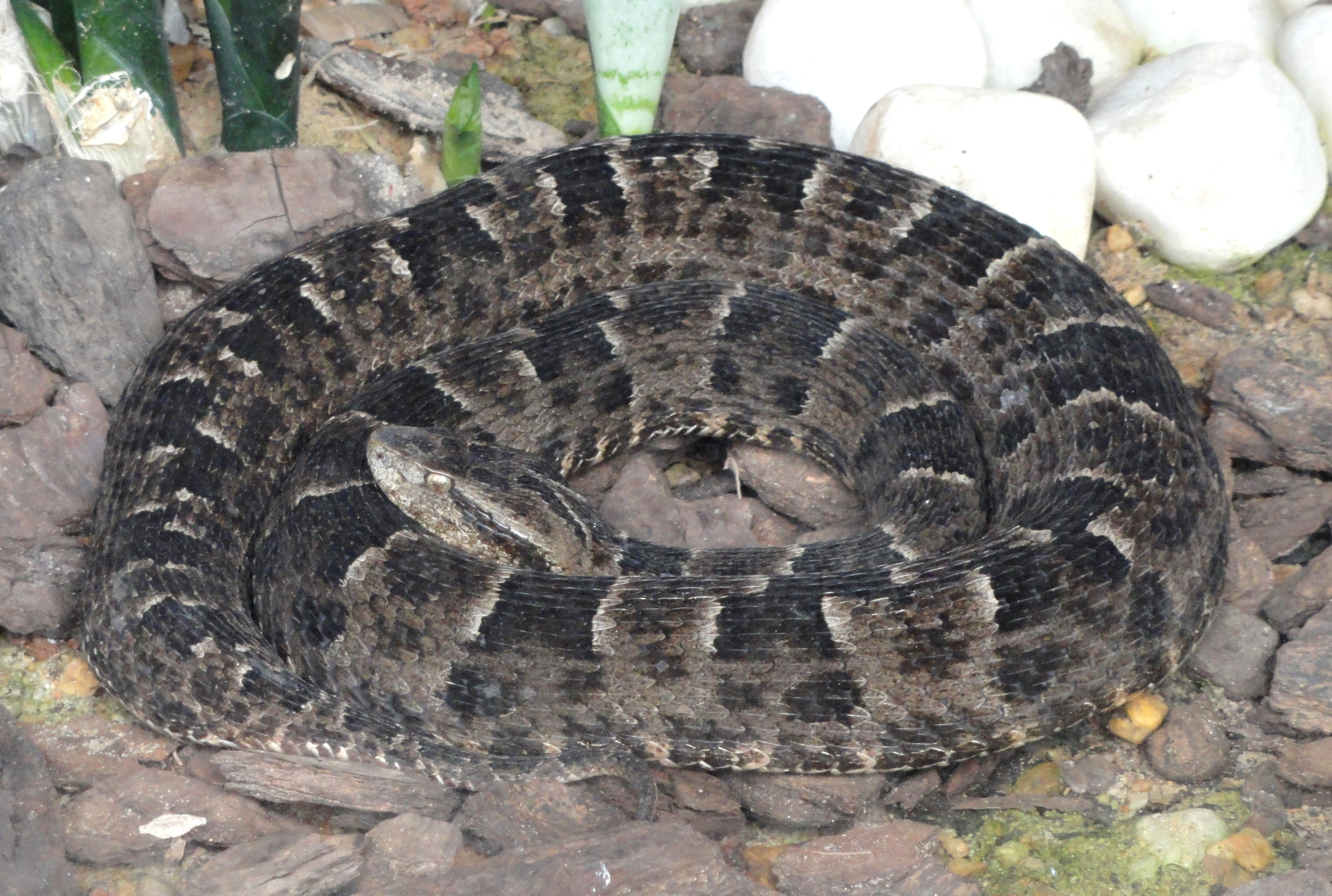
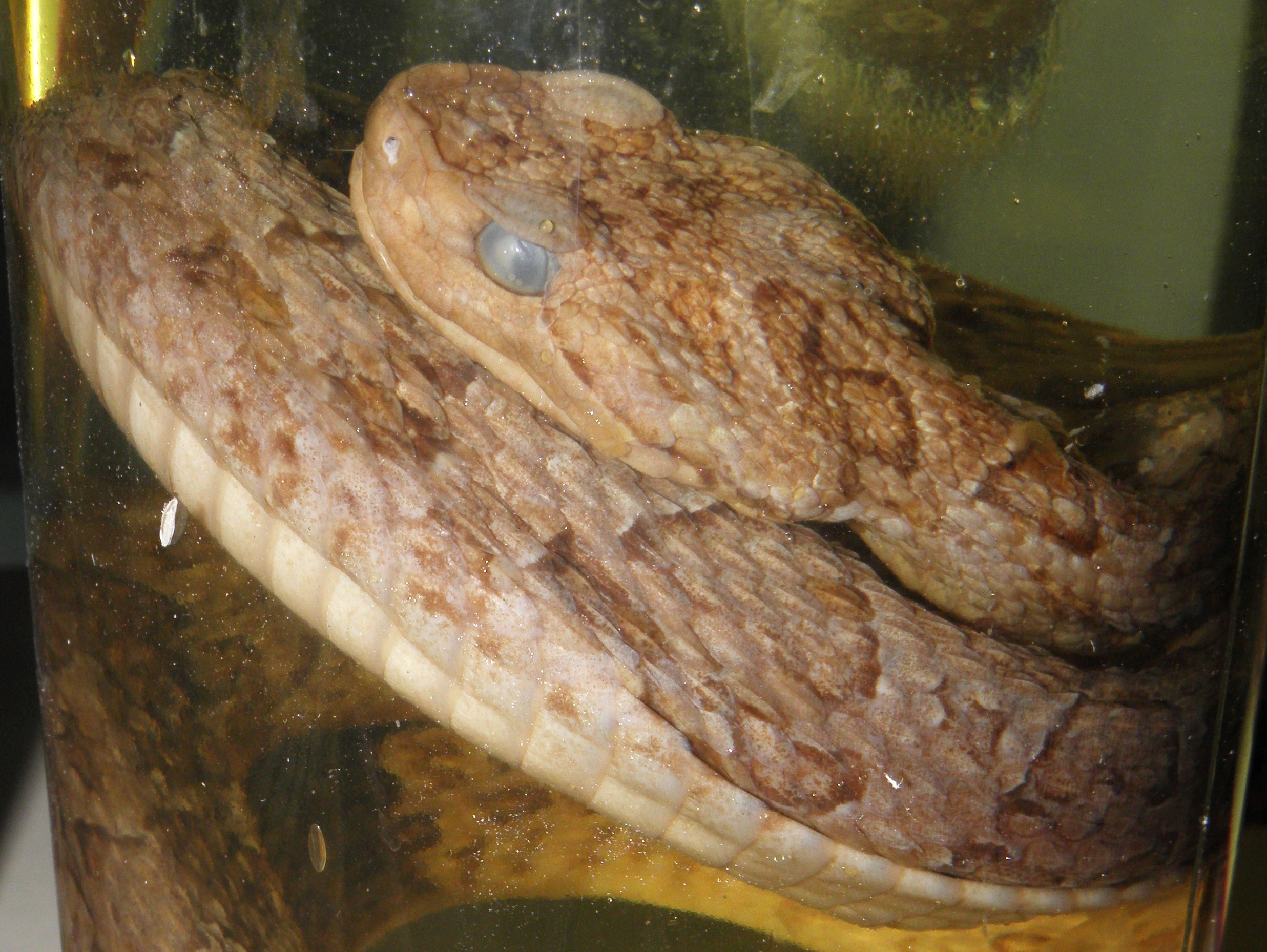